# Trophée Nasego
Le Trophée Nasego (en italien : Trofeo Nasego) est une course de montagne qui relie le village de Casto à celui de Famea en passant par le refuge Nasego, en Lombardie en Italie. Elle a été créée en 2002.

## Histoire
La course est créée en 2002 par l'association « les amis du Nasego », fondateurs et gardiens du refuge Nasego, en partenariat avec le club sportif de la vallée, le Promosport Valli Bresciane. La course rejoint la série de courses de montagne « Sky Race » des vallées brescianes comprenant le Gir de le Malghe et le marathon Blumon,.
En 2010, l'asociation A.B.C.F. Comero de la commune de Casto reprend l'organisation de la course, toujours en collaboration avec le club sportif de la vallée,.
La course rejoint le calendrier national de la Fédération italienne d'athlétisme en 2015 avec un nouveau parcours rallongé à 20,6 km. L'arrivée est donnée dans le village de Famea où se déroulent les festivités d'après-course.
En 2016, la course accueille à la fois les championnats d'Italie de course en montagne longue distance et les championnats d'Italie de kilomètre vertical avec un parcours créé spécialement pour l'occasion. Nicola Pedergnana et Valentina Belotti remportent le titre de kilomètre vertical tandis que Xavier Chevrier et Sara Bottarelli sont titrés sur la longue distance. Le succès du kilomètre vertical est tel qu'il est toujours organisé en parallèle de la course principale les années suivantes.
Les championnats d'Italie de course en montagne longue distance et de kilomètre vertical ont à nouveau lieu dans le cadre du Trophée Nasego en 2017 et 2019.
La course rejoint le calendrier de la Coupe du monde de course en montagne 2020 avec les deux épreuves.

## Parcours
Le départ est donné dans le village de Casto. Le parcours remonte le torrent Pisot jusqu'au refuge Paradiso puis monte jusqu'au hameau d'Alone. Il redescend ensuite dans la vallée jusqu'au village de Prade puis remonte les flancs du Corna di Savallo jusqu'au refuge Nasego, point culminant à 1 270 m. Le parcours redescend finalement jusqu'au village de Famea. Il mesure 20,6 km pour 1 336 m de dénivelé positif et 1 039 m de dénivelé négatif.
Avant 2015, l'arrivée est donnée au refuge Nasego. Le parcours mesure 17 km pour 850 m de dénivelé.
Le parcours du kilomètre vertical part depuis le village de Casto. Il traverse le village de Famea et remonte le Corna di Savallo jusqu'au sommet. Il mesure 4,2 km pour 1 000 m de dénivelé.

## Vainqueurs

### Trophée Nasego
| Année | Hommes                  | Temps           | Femmes                  | Temps           |
| ----- | ----------------------- | --------------- | ----------------------- | --------------- |
| 2002  | ?                       | ?               | ?                       | ?               |
| 2003  | Farid El Marrafe        | 1 h 12 min 56 s | Monica Morstofolini     | ?               |
| 2004  | ?                       | ?               | Monica Morstofolini     | ?               |
| 2005  | Sergio Chiesa           | 1 h 14 min 31 s | Monica Morstofolini     | 1 h 30 min 20 s |
| 2006  | Rachid Jarmouni         | 1 h 15 min 58 s | Monica Morstofolini     | ?               |
| 2007  | Rachid Jarmouni         | 1 h 14 min 36 s | Cristina Scolari        | 1 h 33 min 20 s |
| 2008  | Alessandro Rambaldini   | 1 h 18 min 46 s | Cristina Scolari        | 1 h 35 min 36 s |
| 2009  | Hakim Radovan           | 1 h 15 min 11 s | Maria Grazia Roberti    | 1 h 29 min 16 s |
| 2010  | Marco De Gasperi        | 1 h 10 min 59 s | Maria Grazia Roberti    | 1 h 32 min 20 s |
| 2011  | Marco De Gasperi        | 1 h 12 min 44 s | Maria Grazia Roberti    | 1 h 32 min 59 s |
| 2012  | Marco De Gasperi        | 1 h 13 min 25 s | Maria Grazia Roberti    | 1 h 28 min 32 s |
| 2013  | Xavier Chevrier         | 1 h 13 min 43 s | Nadia Turotti           | 1 h 40 min 24 s |
| 2014  | Massimiliano Zanaboni   | 1 h 16 min 31 s | Mónica Pont Chafer      | 1 h 34 min 6 s  |
| 2015  | Isaac Kiprop            | 1 h 31 min 3 s  | Francesca Iachemet      | 1 h 54 min 54 s |
| 2016  | Xavier Chevrier         | 1 h 36 min 36 s | Sara Bottarelli         | 1 h 54 min 44 s |
| 2017  | Cesare Maestri          | 1 h 35 min 58 s | Alice Gaggi             | 1 h 58 min 28 s |
| 2018  | Alessandro Rambaldini   | 1 h 37 min 1 s  | Alice Gaggi             | 1 h 55 min 15 s |
| 2019  | Andrew Douglas          | 1 h 35 min 37 s | Lucy Wambui Murigi      | 1 h 52 min 23 s |
| 2020  | Sylvain Cachard         | 1 h 34 min 11 s | Sarah McCormack         | 1 h 52 min 32 s |
| 2021  | Petro Mamu              | 1 h 32 min 55 s | Grayson Murphy          | 1 h 45 min 56 s |
| 2022  | Patrick Kipngeno        | 1 h 30 min 46 s | Andrea Mayr             | 1 h 47 min 32 s |
| 2023  | Philemon Ombogo Kiriago | 1 h 31 min 0 s  | Andrea Mayr             | 1 h 46 min 6 s  |
| 2024  | Patrick Kipngeno        | 1 h 31 min 26 s | Joyce Muthoni Njeru     | 1 h 51 min 33 s |
| 2025  | Philemon Ombogo Kiriago | 1 h 31 min 42 s | Philaries Jeruto Kisang | 1 h 46 min 16 s |

 Record de l'épreuve

### Vertical Nasego
| Année | Hommes              | Temps       | Femmes                  | Temps       |
| ----- | ------------------- | ----------- | ----------------------- | ----------- |
| 2016  | Nicola Pedergnana   | 34 min 45 s | Valentina Belotti       | 39 min 23 s |
| 2017  | Patrick Facchini    | 35 min 31 s | Valentina Belotti       | 43 min 9 s  |
| 2018  | Patrick Facchini    | 36 min 14 s | Denisa Dragomir         | 45 min 10 s |
| 2019  | Davide Magnini      | 35 min 17 s | Andrea Mayr             | 38 min 39 s |
| 2020  | Henri Aymonod       | 35 min 47 s | Valentina Belotti       | 43 min 12 s |
| 2021  | Henri Aymonod       | 35 min 38 s | Andrea Mayr             | 38 min 51 s |
| 2022  | Patrick Kipngeno    | 33 min 47 s | Andrea Mayr             | 38 min 48 s |
| 2023  | Patrick Kipngeno    | 34 min 25 s | Andrea Mayr             | 38 min 6 s  |
| 2024  | Patrick Kipngeno    | 34 min 28 s | Andrea Mayr             | 40 min 51 s |
| 2025  | Richard Omaya Atuya | 33 min 23 s | Philaries Jeruto Kisang | 38 min 53 s |

 Record de l'épreuve